# La bayamesa
La bayamesa è una canzone composta dal chitarrista compositore Sindo Garay. Anche se spesso tratta temi pastorali, la criolla è un'invenzione di ambito urbano caratterizzata da una linea melodica fluida.
Sin dalla sua creazione nel 1927 La bayamesa. , il cui titolo originale era La mujer bayamera (La donna di Bayamo), aveva conquistato uno status di canzone popolare.
La canzone patriottica cubana e inno nazionale, parla di una donna di Bayamo, la prima città ad essere liberata dopo la Rivoluzione spagnola del 1868. La donna decise di bruciare la propria casa affinché non rimanesse nelle mani degli spagnoli.
Considerata come una composizione musicalmente impeccabile da parte di molti musicisti più istruiti rispetto al compositore, questa canzone è stata scritta da Sindo in onore del suo amico e frequente ospite a Bayamo Eleusipo Ramírez. La canzone è pervasa da una sorta di nostalgico nazionalismo
Nel 1996 il brano fu inciso nella versione di Mañuel "Puntillita" Licea con il collettivo Buena Vista Social Club , nell'omonimo album prodotto da Ry Cooder.

## Musicisti
- Mañuel "Puntillita" Licea - voce
- Ibrahim Ferrer - voce
- Compay Segundo - voce, chitarra
- Orlando Cachaíto López - Contrabbasso
- Rubén González - pianoforte